# 李嶧 (蜀州刺史)
李峄，唐朝宗室，信安郡王李祎之子。乾元二年（759年）三月到五月之间，李峄擔任户部侍郎、银青光禄大夫，其兄李峘为户部尚书，李岘为吏部尚书、宰相，兄弟同居长兴里第，门列三戟，两国公门十六戟，一、三品门十二戟，荣耀冠时。大历年间，李峄擔任蜀州刺史。